# كريس ليتل
كريس سكوت ليتل (بالإنجليزية: Chris Scott Lytle؛ مواليد 18 أغسطس 1974) هو ملاكم ومقاتل فنون قتالية مختلطة أمريكي سابق.

## سجل فنون القتال المختلطة
| السجل المهني |        |          |
| 54 نزال      | 31 فوز | 18 خسارة |
| ضربة قاضية   | 6      | 2        |
| إخضاع        | 19     | 0        |
| قرار القضاة  | 6      | 16       |
| تعادل        | 5      | 5        |

## وصلات خارجية
- كريس ليتل على موقع بوكس ريك (الإنجليزية) (registration required)
- كريس ليتل على موقع شيردوغ (الإنجليزية)
- كريس ليتل على موقع IMDb (الإنجليزية)
- كريس ليتل على موقع قاعدة بيانات الفيلم (الإنجليزية)